# Black Liberation Army
Pour les articles homonymes, voir BLA.
La Black Liberation Army (BLA, « Armée noire de libération » ou « Armée de libération des Noirs ») était un groupe marxiste appartenant au black nationalism, qui s'engagea aux États-Unis dans la « lutte armée » de 1970 à 1981. Composé en majorité d'ex-membres des Black Panthers, la BLA avait pris les armes au nom de la « libération et de l'auto-détermination du peuple noir aux États-Unis ». Elle organisa notamment des attentats, des « expropriations révolutionnaires » (en termes prosaïques, des braquages) pour financer ses actions, ainsi que des évasions, notamment celle d'Assata Shakur en 1979, aujourd'hui réfugiée à Cuba.

## Formation et programme

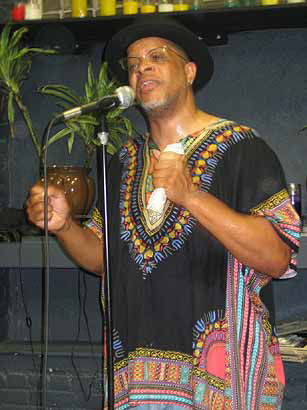
Ashanti Alston en 2005. Membre de la Black Liberation Army et incarcéré en 1974.

Bien qu'il continuât à exister de façon organisée jusqu'en 1982, dès 1970 et plus encore l'année suivante, le Black Panther Party (BPP) avait sombré sous le coup de la répression (prison, assassinats, par exemple de Fred Hampton, etc.), mais aussi des erreurs et dissensions internes du groupe, certaines délibérément fomentées par le FBI dans le cadre du programme COINTELPRO. Nombre d'historiens considèrent qu'à partir de 1971, les Black Panthers avaient abandonné la voie révolutionnaire pour le réformisme, et attribuent à la répression menée dans le cadre de COINTELPRO un rôle central dans la création de la BLA.
La BLA serait ainsi née à peu près au même moment que le Weather Underground, groupe blanc luttant aux côtés du Black Power et des mouvements de libération nationale du Tiers-monde contre l'« impérialisme ». Comme lui, il est composé de militants ayant pensé que, face à la répression croissante du mouvement des droits civiques et autres groupes associés (Black Panthers, American Indian Movement, Chicano movement, etc.), en particulier par le FBI, la clandestinité s'imposait - pas seulement pour mener des actions armées.
Cependant, on ne connaît pas exactement les circonstances de la formation de la BLA. Selon la militante de la Ligue des droits de l'homme M.-A. Combesque (1995), elle aurait été formée par des partisans d'Eldridge Cleaver, le « ministre de l'Information » du Black Panther Party (BPP), exilé à Alger et chargé des affaires internationales du groupe, après son différend avec le « ministre de la Défense » Huey Newton qui obtint son expulsion du BPP.
Si cette interprétation est l'une des plus répandues, certaines sources la contestent partiellement : Geronimo Pratt, ex-cadre des Black Panthers (et parrain du rappeur Tupac Shakur), incarcéré en 1972, affirme que la BLA en tant que « concept d'un mouvement pré-existait et était plus large que le BPP » (Akinyele Omowale Umoja, 2001). Pratt maintient ainsi que la BLA a été composé par différentes organisations noires qui ont formé ensemble ce collectif. Cette perspective est renforcée par les assertions d'Assata Shakur, l'une des dirigeantes de la BLA, qui affirme dans son autobiographie que « la BLA n'était pas un groupe organisé et centralisé », avec une chaîne de commandement unifiée, mais un réseau de différents collectifs, situés dans différentes villes voire parfois dans la même ville, mais « travaillant ensemble ».
L'historien Akinyele Omowale Umoja a montré qu'un groupe des années 1960, le Revolutionary Action Movement (RAM), avait déjà évoqué une Black Liberation Army, et surtout que le BPP avait mis sur place une organisation clandestine et décentralisée, composée de petites cellules, collectivement appelées Black Liberation Army, au cas où la répression forcerait les Black Panthers à poursuivre la lutte dans la clandestinité. En 1968, le BPP interdisait même à ses membres de rejoindre toute « force armée » autre que celle de la BLA. Si Umoja insiste sur le rôle central dans l'émergence de la BLA des dissensions favorisées par COINTELPRO et de la scission des Black Panthers en 1971, elle montre ainsi qu'un réseau clandestin décentralisé pré-existait à cette scission. Le même point de vue était rapporté par le militant de la BLA Jalil Abdul Muntaqim (en) dans On the Black Liberation Army (18 septembre 1979).

## Activités et revendications
La BLA, qui critiquait l'orientation dite « réformiste » du BPP lequel abandonnait la résistance armée pour soutenir des candidats démocrates, se présentait comme groupe anti-capitaliste, anti-impérialiste, anti-raciste et anti-sexiste, luttant pour « l'institution de relations socialistes dans lesquelles le peuple noir aurait un contrôle total et absolu sur son propre destin en tant que peuple », et qu'à cette fin il devait « développer la science de la lutte de classes dans ses rapports avec notre condition nationale unique » et singulière.
Elle s'engagea aussi dans le maintien de l'ordre interne aux communautés noires, en réprimant notamment les voleurs et les trafiquants de drogue — certains d'entre eux furent attaqués et même tués —, la BLA considérant les stupéfiants comme une forme de « guerre chimique » menée contre les ghettos. Ils s'impliquèrent aussi dans une campagne défensive et offensive contre les violences policières comme l'avaient fait les Black Panthers (entre 1971 et 1973, près de 1 000 Noirs furent tués par la police américaine). Ces membres ont vu le film La Bataille d'Alger et le mode opératoire pour les assassinats en était directement inspiré.
Le département de la Justice la soupçonne et l'accuse d'avoir participé à plus de 60 actes de violence entre 1970 et 1976. Le syndicat de police Fraternal Order of Police (droite) l'accuse du meurtre de 13 policiers
.
On l'accuse notamment d'avoir organisé un attentat devant l'église St Brendan à San Francisco, le 22 octobre 1970, lors de l'enterrement du policier Harold Hamilton, tué dans l'exercice de ses fonctions lors d'un braquage. La bombe ne causa aucune victime.
Le 19 mai 1971, quelques jours après l'acquittement des 13 Panthères noires faisant partie des Panther 21, la BLA revendiqua la tentative d'assassinat contre deux policiers (Nicholas Binetti et Thomas Curry) qui gardaient le domicile de Frank Hogan (en), le juge chargé du « procès des 21 ». Ce meurtre eut lieu le jour de l'anniversaire de Malcolm X. Le 4 juin 1971, Dhoruba Bin Wahad (en), l'un des 21, et d'autres Black Panthers furent arrêtés lors du vol à main armée d'un club du Bronx, le Triple O, accusé par le BPP d'être un repaire de trafiquants de drogue. La police déclara que l'arme de Bin Wahad était la même que celle utilisée pour l'attaque des deux policiers, et ce dernier fut ainsi inculpé et jugé coupable, en 1973, de tentative de meurtre. Bin Wahad verra finalement la sentence annulée en mars 1990, ayant été détenu à l'isolement et dans des conditions de privation sensorielle pendant près de vingt ans.
Le 21 mai 1971, deux policiers de New York, Joseph Piagentini et Waverly Jones, furent tués dans une embuscade par des membres de la BLA. Plusieurs d'entre eux furent arrêtés, dont Jalil Muntaqim (en) Albert Washington, Francisco Torres, Gabriel Torres et Herman Bell. Les frères Torres, immigrés porto-ricains auparavant membres des Young Lords, furent acquittés : lors de leur premier procès, le jury ne parvint pas à se mettre d'accord (hung jury) et lors du second, le juge les acquitta pour manque de preuves. Deux autres inculpés furent condamnés en 1974 à « 25 ans à vie » (c'est-à-dire 25 ans incompressible avec ensuite une libération conditionnelle possible mais non assurée) et sont aujourd'hui encore derrière les barreaux.
Par ailleurs, deux membres de la BLA, Twymon Meyers, tué lors d'une fusillade avec la police en 1973, et Freddie Hilton, arrêté en 2002, ont été accusés d'avoir tué le policier James R. Greene du Atlanta Police Department le 3 novembre 1971.

### Les «huit de San Francisco»
Le 29 août 1971, huit jours après l'assassinat de George Jackson, trois hommes armés assassinèrent le policier John Victor Young à son bureau du commissariat (près de Balboa Park), alors presque vide en raison d'un attentat commis contre une banque peu de temps auparavant. Deux jours plus tard, le San Francisco Chronicle reçu une revendication de l'attaque de la BLA.
En 1975, le juge acquitta les prévenus en raison de l'usage de la torture par les policiers à plusieurs reprises lors de l'enquête,, y compris en plaçant des électrodes sur les parties génitales.
Près de quarante ans plus tard, en janvier 2007, huit hommes, appelé les 8 de San Francisco (en) et accusés pour la plupart d'être des ex-membres de la BLA, furent inculpés pour ce meurtre, après la réouverture de l'enquête en 1999. Parmi eux, deux membres supposés de la BLA déjà incarcérés depuis près de 40 ans, Herman Bell et Anthony Jalil Muntaquin Bottom, ainsi que Francesco Torres, acquitté dans l'affaire de New York mais qui purgea plus tard une peine de prison pour le braquage d'une banque.
La police n'a évoqué aucune nouvelle preuve qui aurait été issue des progrès de la police scientifique pour justifier les nouvelles inculpations, ce qui faisait dire aux critiques que les mêmes pièces, refusées en 1975 en raison des circonstances d'obtention, étaient utilisées pour ce nouveau procès. Pour cette raison, le conseil municipal de Berkeley demanda l'abandon des poursuites, suivis de plusieurs prix Nobel de la paix, dont Desmond Tutu, Mairead Corrigan Maguire et Betty Williams. Des cautions de plusieurs millions de dollars étaient exigées.
Herman Bell a plaidé coupable pour homicide contre Young le 29 juin 2009, tandis que les chefs d'accusation contre quatre autres inculpés étaient abandonnés en juillet 2009. Le même mois, Jalil Muntaquim fut le deuxième à être condamné pour cet homicide. Ils n'ont cependant pas reçu de peine de prison supplémentaire; selon leur défense, ce serait parce qu'ils auraient montré les faiblesses des chefs d'accusation.

### La fusillade de New Jersey et l'évasion d'Assata Shakur
L'un des actes les plus célèbres fut la fusillade de New Jersey en mai 1973, au cours de laquelle le membre de la BLA Zayd Shakur et le policier Werner Foerster trouvèrent la mort sur l'autoroute Turnpike.
Assata Shakur, l'une des dirigeantes de la BLA, fut arrêtée et jugée lors de six différents procès, inculpée entre autres de kidnapping, d'assaut armé, et de braquage. Présentée par les autorités comme la « Jeanne d'Arc noire» et la « prêtresse » du mouvement de « tueur de flics », elle affirma avoir été torturée lors de sa détention. Condamnée pour l'homicide du policier et aussi de son compagnon Zayd Shakur, aucune preuve n'a cependant pu montrer qu'elle était en possession d'une arme lors de la fusillade; en revanche, des preuves ont montré qu'elle avait été blessée par balles dans le dos alors qu'elle levait les bras. Un autre membre de la BLA, Sundiata Acoli, fut comme Assata Shakur arrêté quelques jours après la fusillade et condamné à perpétuité (plus 30 ans), et demeure derrière les barreaux. Les deux furent jugés par des jurys exclusivement composés de Blancs.
Le 14 novembre 1973, un membre de 23 ans de la BLA, Twyman Meyers, fut tué lors d'une fusillade avec la police. Les autorités affirmèrent alors avoir « cassé le dos » de la BLA. De 1971 à 1973, la police affirma avoir tué sept membres supposés de la BLA et arrêté dix-huit autres personnes accusées d'être des cadres de la BLA. Néanmoins, Assata Shakur s'évada le 2 novembre 1979 avec le soutien de la BLA et obtint l'asile à Cuba. Une manifestation de 5 000 personnes, trois jours plus tard, accueillit avec joie l'évasion de Shakur, tandis que l'Amsterdam News publiait un article « Run Hard Sister, Run Hard » (Cours vite sœur, cours vite !) du père Herbert Daughtry, leader du National Black United Front.

### Le braquage de la Brink's et la dislocation du mouvement
Le 20 octobre 1981, la BLA organisa le braquage d'un camion de la Brink's, avec la complicité d'ex-membres du Weather Underground, Kathy Boudin (en) et David Gilbert (en), qui avaient créé le groupe dissident May 19th Communist Organization pour lutter aux côtés de la BLA. Un agent de sécurité et deux policiers trouvèrent la mort lorsque le braquage dérapa. Celui-ci fut revendiqué par la RATP (Revolutionary Armed Task Force), décrite comme une alliance de la BLA et de militants blancs anti-impérialistes. Boudin et Gilbert, qui n'étaient pas sur les lieux du braquage ni ne détenaient d'armes, étant au volant d'un van dans lequel les braqueurs devaient s'enfuir, furent arrêtés le même jour et condamné à de lourdes peines - Boudin a été libérée en conditionnelle en 2003 tandis que Gilbert est toujours incarcéré.
De nombreuses rafles furent organisées par la police après le braquage. Trois jours plus tard, Sekou Odinga, ex-membre des Panther 21 (groupe de prisonniers des Black Panthers qui avaient été exclus de l'organisation) et Mtayari Shabaka Sundiata, de la BLA, furent interpellés, Sundiata mourant sous le feu de la police. Tous furent soumis à des traitements brutaux par la police, les militants noirs (Brown et Odinga) étant torturés : Odinga fut brûlé avec des cigarettes, eut ses ongles arrachés, dut subir une ablation du pancréas après les coups portés et fut alimenté par intraveineuse pendant trois mois. Des douzaines d'autres militants furent arrêtés, certains dans une ferme du Mississippi liée à la Republic of New Afrika, dont Kuwasi Balagoon, ex-Black Panther, Bashir Hameed (membre supposé de la BLA) et Abdul Majid (membre supposé de la BLA) et aussi certains militants n'étant pas impliqués dans le braquage. Deux ex Weathermen, non impliqués dans le braquage, furent également arrêtés le 25 octobre 1981 (Jeff Jones et Eleanor Stein (en)).
Kuwasi Balagoon, Judy Clark et David Gilbert furent jugés sous haute sécurité par un tribunal d'État, tandis que Kathy Boudin et Sam Brown passèrent individuellement en procès en 1983. Des militants de la May 19th et de la Republic of New Afrika formèrent la Coalition to Defend the October 20 Freedom Fighters. Défendus par l'avocat Michael Tarif Warren, les trois premiers se présentèrent comme des prisonniers politiques, le braquage poursuivant à leurs yeux une finalité politique (puisqu'il visait à alimenter les caisses de la BLA afin de financer des actions révolutionnaires). Arrêté le 20 janvier 1982, Balagoon se dit même « prisonnier de guerre ». Sekou Odinga et Mutulu Shakur, cofondateur de la Republic of New Afrika (et beau-père du rappeur Tupac Shakur), firent de même dans le procès suivant.
En mars 1983, le New York Times révéla que deux membres de la BLA, Kamau Bayete et Tyrone Rison, consommaient de la cocaïne, et que l'un des membres de la BLA dirigeait un réseau de prostitution. Ces nouvelles provoquèrent une crise au sein de la BLA, celle-ci s'opposant fermement aux drogues, à la fois pour des raisons de fond (elles étaient considérées comme dirigées contre la communauté noire) et de sécurité (pour ne pas laisser place à des chantages), ainsi qu'à la prostitution, considérée comme forme d'exploitation ; Assata Shakur, en particulier, fut particulièrement attristée. Bayete, toxicomane de son aveu, travaillait à la BAAANA (Black Acupuncture Advisory Association of North America), dirigée par Dr. Shakur et utilisant l'acupuncture pour soigner les toxicomanes. Les deux, Bayete et Rison, furent des témoins à charge lors des procès, bien que le témoignage de Bayete fut considéré comme peu crédible par les autorités. Rison, qui témoigna sur plusieurs braquages, permettant à la police de faire le lien, fut condamné pour trafic à dix ans de prison, recevant l'une des peines les plus légères, bien qu'il ait par ailleurs assumé la responsabilité du meurtre d'un gardien lors d'un braquage en juin 1981,.
En septembre 1983, Balagoon, Clark et Gilbert furent condamnés à une peine de 75 ans de prison incompressible et minimum (from 75 years to life), jugés coupables de trois homicides. Ceci bien que Gilbert n'ait pas participé activement au braquage, n'étant que complice, et n'ayant pas été trouvé en possession d'armes à feu. Aucun des 81 témoins ne put identifier l'un de ces hommes comme ceux ayant tué les trois victimes du braquage. Balagoon est mort du sida en prison en 1986, Clark et Gilbert étant toujours incarcéré. Boudin et Brown adoptèrent une défense plus traditionnelle; celle-là fut condamnée en 1984 à 20 ans de prison après avoir plaidée coupable pour braquage et homicide, et obtint sa libération conditionnelle en 2003, après 23 ans de prison; Brown, seul Afro-Américain capturé sur les lieux du crime, fut condamné à 75 ans, également en 1984, malgré sa collaboration avec le système judiciaire.
Sekou Odinga, arrêté le 23 octobre 1981, fut jugé dans un procès ultérieur avec cinq autres militants, entre autres pour le braquage de la Brinks, et soumis au régime de la loi RICO (Racketeer Influenced and Corrupted Organizations Act) promulguée pour lutter contre la mafia. Avec Silvia Baraldini (en), ex-militante de la Students for a Democratic Society et de la May 19th arrêtée le 9 novembre 1982, ils furent condamnés à 40 ans de prison pour association de malfaiteurs - leur participation au braquage n'ayant pu être prouvée. Deux autres militants furent condamnés à douze ans et demi pour complicité avec les braqueurs, et deux autres acquittés.
Mutulu Shakur et Marilyn Buck, présentée comme « seule membre blanche de la BLA », en cavale, ne furent arrêtés respectivement qu'en 1985 et 1986. Poursuivis au titre de la loi RICO, Mutulu se présenta lui aussi comme « prisonnier de guerre ». Mutulu fut condamné à 60 ans de prison et Buck à 50 (ainsi que 30 autres années de prison pour d'autres affaires).
Le groupe fut ainsi démantelé après le braquage. Certains de ses membres, dont Ashanti Alston, Kuwasi Balagoon et Ojore N. Lutalo, sont devenus des militants anarchistes. Balagoon est mort du SIDA en prison en 1986, tandis qu'Alston continue à militer en faveur des prisonniers politiques et dans d'autres groupes.

## Membres et sympathisants
Les membres de la BLA en prison en janvier 2006 incluent les suivants :
- Sundiata Acoli, condamné avec Assata Shakur du meurtre d'un policier du New Jersey en 1973.
- Mutulu Shakur, condamné pour l'organisation de l'évasion d'Assata Shakur en 1979. Arrêté en 1986, il fut également condamné à 60 ans de prison pour avoir participé au braquage de la Brink's de 1981. Il est décédé d'un cancer le 7 juillet 2023 et avait été libéré en décembre 2022 pour des raisons médicales liées à ce cancer[27].
- Herman Bell et Jalil Muntaqim (en), condamnés pour le meurtre de deux policiers de New York en 1971. En 2007, ils furent également condamnés pour l'assassinat du policier Young à San Francisco, tué le 29 août 1971. Herman Bell a été libéré sur parole en avril 2018, Jalil Muntaqim a obtenu sa libération conditionnelle devant la commission de la libération conditionnelle de l’État de New York le 20 septembre 2020[28].
- Joseph Bowen.
- Robert Seth Hayes, condamné pour le meurtre d'un policier de New York.
- Sekou Kambui, condamné pour deux homicides en Alabama.
- Ojore N. Lutalo, condamné après une fusillade avec un dealer, libéré en août 2009.
- Abdul Majid et Bashir Hameed (1940-2008), condamné pour le meurtre d'un policier en 1981.
- Sekou Odinga, condamné pour six tentatives d'homicide qui auraient eu lieu lors du braquage de la Brink's.
- Kojo Bomani Sababu, condamné pour un braquage de banque.
- Kamau Sadiki, condamné pour le meurtre d'un policier à Atlanta en 1971.
- Russell Shoatz (en), condamné pour le meurtre d'un policier en 1972.
- Teddy Jah Heath, ex-membre des Black Panthers qui rejoignit la BLA. Il fut arrêté le 2 mai 1973 et accusé d'avoir kidnappé un dealer. Il fut condamné à perpétuité par un jury exclusivement composé de Blancs, et est mort en prison d'un cancer le 22 janvier 2001 à la prison de Coxsackie (en) (New York)[29].
- Marilyn Buck, condamnée pour braquage, participation à une évasion, et attentat ; elle fut relâchée en 2010, un mois avant de mourir d'un cancer.

D'autres membres ou sympathisants :
- Arthur Lee Washington, Jr. (en), FBI Ten Most Wanted Fugitive #427, recherché pour une tentative d'homicide, en 1989, contre un policier de New Jersey; il a été retiré de la liste du FBI en décembre 2000.
- Joanne Chesimard (alias Assata Shakur), condamnée à perpétuité, évadée et exilée à Cuba.
- Nehanda Abiodun (en), recherchée pour complicité du braquage de 1981 (camion de la Brink's ), morte en exil à Cuba le 30 janvier 2019 à 68 ans[30].